# En sensation (sång)
En sensation, skriven av Christer Lundh och Mikael Wendt, var den svenske sångaren Peter Jöbacks bidrag till den svenska Melodifestivalen 1990. Bidraget slutade på nionde plats av de tio tävlande.